# 3974 Verveer
3974 Verveer este un asteroid din centura principală, descoperit pe 28 martie 1982 de Edward Bowell.